# Jafa
Jafa (arapski: يَافَا, Yāfā) (hebrejski: יָפוֹ, Yafo), lučki grad na obali Sredozemnog mora južno od Tel Aviva, Izrael. 

## Povijest
U prošlosti je grad bio pod egipatskom, filistejskom, asirskom i rimskom vlašću. Rimljani su ga uništili 68. godine, a pod arapsku vlast dolazi 636. godine. U dvanaestom stoljeću snažno je uporište križara koji su ga obnovili i rabili kao stožer u oparaciji osvajanja Jeruzalema. U Jeruzalemskom kraljevstvu dobiva važnu ulogu kao središnja opskrbna luka robama i ljudima iz Europe, a od 1223. godine kao utvrda. Od polovice trinaestog stoljeća je pod vlašću Mameluka koji ga uništavaju kako ne bi ponovno postao križarskom lukom. 
Od 16. stoljeća je u sklopu Osmanskog carstva, kada ima status većeg naselja. Jafa je početkom 18. stoljeća rasla kao urbano središte, usprkos napadima beduina i pirata, zbog čega je u njoj osnovana važna ratna luka. Napoleon ga zauzima 1799. godine, nakon čega je desetkovano stanovništvo zadesila i pogubna epidemija kuge koja je značajno smanjila populaciju. U 19. stoljeću je porastao broj stanovnika od 2,500 1806. godine, do 17,000 1886. godine. Od 1917. do 1948. godine nalazi se pod britanskom upravom, nakon čega ulazi u sastav države Izrael. 
Od 1950. godine pripojen je gradu Tel Avivu.

## Također pogledajte
- Tel Aviv

## Vanjske poveznice
Jaffa - The Old City and the Port